# 1,2,4-丁三醇
1,2,4-丁三醇是一种有机化合物，化学式HOCH
2CH(OH)CH
2CH
2OH，存在手性异构体，常温常压下为无色、无味、吸湿的油状液体。